# Centrale nucléaire de Mühleberg
La centrale nucléaire de Mühleberg est une centrale nucléaire qui est définitivement arrêtée depuis le 20 décembre 2019. La centrale est située en Suisse, dans le nord du canton de Berne. Elle a été exploitée pendant 47 ans, toujours par la société BKW FMB Energie SA (FMB).
Elle est située sur le territoire de la commune de Mühleberg à 15 km en aval de Berne et à 70 km au nord-est de Lausanne. Elle utilisait les eaux de l'Aar pour le refroidissement de son unique réacteur.

## Caractéristiques techniques
La centrale de Mühleberg comprend un unique réacteur à eau bouillante (REB) d'une puissance thermique maximale de 1 097 mégawatts. La génératrice de la centrale de Mühleberg, d'une puissance électrique de 335 MW, en faisait la plus petite centrale électro-nucléaire suisse en termes de puissance délivrée sur le réseau.
En 2014, la centrale de Mühleberg a produit 3,01 TWh, soit 4,3 % de la production d'électricité de la Suisse.

## Histoire
Mise en service le 6 novembre 1972, elle est la seconde centrale nucléaire à être exploitée dans le pays et l'une des plus anciennes au monde. La plus ancienne, Beznau 1, située en Suisse également, a été mise en service le 1er septembre 1969. Depuis le début de son activité, la puissance électrique de la génératrice a été modifiée à plusieurs reprises : elle était de 320 MW de sa mise en service jusqu'au 23 mars 1993, de 336 MW jusqu'au 11 novembre 1993 et est de 335 MW depuis.

### Fin de la première autorisation d'exploitation
Parmi les quatre centrales nucléaires de Suisse, celle de Mühleberg est la seule à avoir été soumise à une autorisation d'exploitation de durée limitée. Cette autorisation date du 14 décembre 1992 et est arrivée à terme le 31 décembre 2012. L'octroi de cette décision initial de cette autorisation a été à l'origine d'un arrêt de la Cour européenne des droits de l'homme de 1997 (arrêt Balmer-Schafroth et al. c/ Suisse).
Le 25 janvier 2005, BKW FMB Energie SA a déposé une demande pour obtenir une autorisation illimitée dans le temps. Le dossier a été soumis à enquête publique du 13 juin au 14 juillet 2008, il a fait l'objet de nombreuses oppositions. En effet, le manteau du cœur de la centrale est fissuré. Quelques autres centrales de conception similaire dans le monde et présentant un défaut à peu près analogue ont été démantelées. La majorité des centrales de même type et présentant un défaut similaire, notamment aux États-Unis, sont toujours en exploitation. BKW FMB Energie SA affirme, conclusion des autorités compétentes à l'appui, que la centrale ne présente absolument aucun danger.
En 2009, le Département fédéral de l'environnement, des transports, de l'énergie et de la communication (DETEC) a autorisé l’exploitation de cette centrale pour une durée illimitée.
Le 8 mars 2012, le Tribunal administratif fédéral a ordonné la fermeture de la centrale pour la fin mai 2013, sauf si l'exploitant peut apporter la preuve de la sureté de son exploitation. Les Forces motrices bernoises (BKW FMB Energie SA) et le Département fédéral de l'environnement, des transports, de l'énergie et de la communication (DETEC) ont fait recours contre ce jugement. Le 28 mars 2013, le Tribunal fédéral accepte le recours des forces motrices bernoises et annule le verdict du Tribunal administratif fédéral.

### Fermeture en 2019
Le 30 octobre 2013, la société BKW FMB Energie SA annonce la fermeture de la centrale nucléaire de Mühleberg pour décembre 2019, en raison des investissements trop élevés, c’est-à-dire trop coûteux, pour la poursuite de l'exploitation nucléaire. Le coût du démantèlement est estimé à plus de 2,1 milliards de francs suisses. La centrale est mise définitivement hors-service le 20 décembre 2019 à 12 h 30.

## Avaries
La jupe située dans le cœur du réacteur présente des fissures : une soudure est décollée. Cette avarie a été constatée en 1990. La pièce en question est un déflecteur d'eau, ne sert pas à retenir la radioactivité, et sa détérioration ne remet pas en question la sécurité de la centrale. Des tirants d'ancrage ont été posés en 1996 en vue d'éviter une rupture de la jupe. À la suite d'une avarie identique (jupe fissurée), mais plus avancée, dans des bâtiments de conception similaire, la centrale nucléaire de Würgassen (Allemagne) et l'unité 1 de la centrale nucléaire de Millstone (États-Unis) ont été démantelées. L'IFSN a déclaré de nouveau en 2014 que la sureté de la jupe du cœur de Mühleberg est garantie de loin pour la future exploitation.

## Mühleberg II

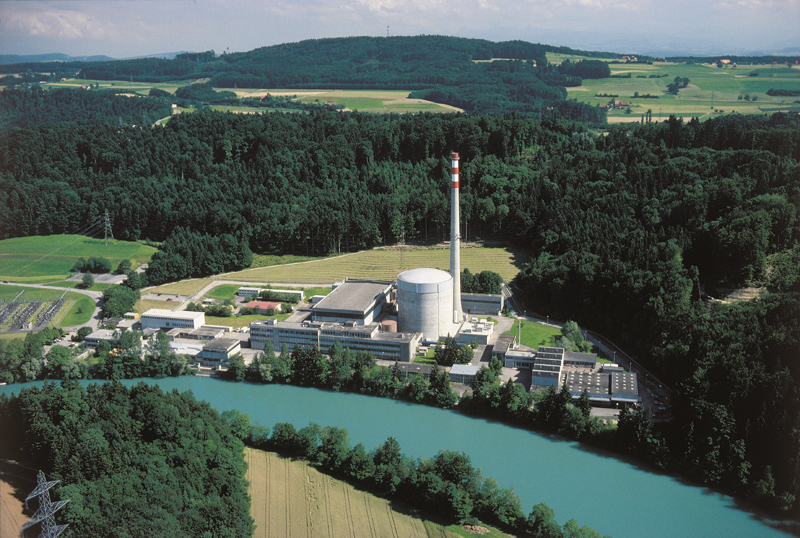

Mühleberg est un des trois sites envisagés pour la construction d'une nouvelle centrale nucléaire en Suisse. Dans une votation consultative, les citoyens du canton de Berne ont approuvé le 13 février 2011, avec une faible majorité (51,2 % ; participation 51,7 %), le principe d'une telle construction.
À la suite des accidents nucléaires de Fukushima, la cheffe du Département fédéral de l'environnement, des transports, de l'énergie et de la communication, Doris Leuthard, a décidé le 15 mars 2011 la suspension des procédures en cours concernant les demandes d'autorisation pour la construction des trois nouvelles centrales. Le 25 mai 2011, le Conseil fédéral a confirmé la sortie progressive de l'énergie nucléaire en décidant de ne pas remplacer les centrales nucléaires en service et a opté pour leur arrêt définitif lorsque l’Autorité de surveillance, l’IFSN, aura jugé que leur exploitation ne sera plus possible, c'est-à-dire probablement sur une période s’étendant entre 2019 et 2034. Le 28 septembre 2011, le Conseil des États a confirmé l’arrêt de la construction de nouvelles centrales nucléaires tout en autorisant la poursuite de la recherche dans le nucléaire.

### Sources
- (fr) Statistiques de l'électricité en Suisse site de l'OFEN
- (fr) et (de) Statistique suisse de l'électricité 2006, page 22, pdf sur le site de l'OFEN